# 하일권
하일권(1982년 1월 10일 ~ )은 대한민국의 만화가이다.

## 약력
- 동성고등학교 74기 졸업
- 세종대학교 만화애니메이션학과(9기) 졸업

## 작품

### 삼봉이발소
2006년 파란 웹툰에서 연재하여 총 조회수 1천만 회를 넘기며 폭발적인 인기를 얻었다. 외모에 심각한 콤플렉스를 가진 사람들이 자괴감에 빠져 ‘외모 바이러스’에 걸려 발작을 일으키고, 이발사 ‘삼봉’이 저마다의 상처를 안은 사람들의 트라우마를 치료해준다는 이야기이다. 하일권의 작품들 중 첫 연극화가 되어 2011년 11월 24일부터 12월 19일까지 공연하였다. 2012년 5월 2일부터 연극이 다시 열린다. 2012년 3월 네이버에서 재연재되고 있다.

### 보스의 순정
2007년 스포츠조선에 연재된 만화이다. 14년 전 딸과 헤어진 전직 조폭 두목이 자기의 아내가 죽는다는 사실을 깨닫게 된다. 부인의 유언으로 집에 같이 살면서 딸을 돌보라는 말에 두목은 조폭 일에 손을 떼고 아버지의 친구라는 설정으로 딸과 함께 살면서 겪게 되는 이야기를 담고 있다.

### 3단합체김창남
2008년 네이버 웹툰에서 연재하였다. 대학을 졸업하고 난 후의 하일권의 첫 작품이지만, 사실 졸업작품을 각색한 것이다. 학교에서 왕따를 당하는 주인공 호구가 어느 날 인간의 기본적인 인격이 프로그래밍 되어 있는 로봇 시보레의 짝궁이 되어 펼쳐지는 만화이다. 많은 사람들이 제목에 대해 궁금해 하였으나, 제목 3단합체김창남에는 아무런 의미도 없다고 후기에 밝혔다. 2009년 <3단합체 김창남>의 판권이 영국 제작사 페브러리 필름즈에 팔리게 되었다.

### 두근두근두근거려
2009년 연재하기 시작했다. <3단합체 김창남>을 연재하기 전에 기획하였던 수영만화를 조금 수정, 각색하여 준비하였다. 중학교 때 1등과 반장을 한 번도 놓쳐본 적이 없는 배수구는 짝사랑하던 여학생에게 수영복을 달라고 하여 변태로 오인받게 된다. 결국 배수구는 아버지가 교감선생님으로 있는 고등학교에 진학하게 되고, 아버지의 지나친 기대로 인해 두 사람의 갈등의 골이 점점 깊어지게 된다. 어느 날 학교에 수영장이 있다는 것을 알게 된 배수구는 수영복사진을 찍다 담임선생님에게 들키고 만다. 수구부를 만드는 것이 꿈이었던 담임선생님은 수영장에서 벌어진 일을 눈 감아주는 대신 여장을 하고 수구부에 들어오라고 배수구에게 제안한다. 결국 배수구는 김소녀라는 가상의 이름을 가진 소녀로 수구부에 들게 되고, 수구부에 들어오면서 자기와 같은 갈등과 고민을 갖고 있는 친구들을 발견하면서 그 갈등을 견디어 나가게 되는 이야기이다. 일본에서 'WATERCUBE'라는 제목으로 리메이크되었다.

### 안나라수마나라
2010년 연재하기 시작했다. 너무도 일찍 어른이 되어버린 윤아이, 오직 성공하는 삶을 위해 악착같이 1등을 유지하는 소년 나일등, 어른이 되어서도 아이로 남고 싶어하는 철없는 마술사의 마술 같은 성장 스토리를 담은 만화이다.

### 목욕의 신
2011년 연재하기 시작했다. 아버지께서 때밀이인 주인공 허세는 우연히 목욕탕 금자탕에 피신하게 되고, 그 곳에서 회장에게 목욕의 신 태미러스의 손을 가졌다는 말을 듣게 된다. 허세는 결국 금자탕의 목욕관리사가 되고, 때밀이 대회에서 1등을 하기 위해 노력을 하며 꿈을 얻게 된다는 이야기이다. 하일권 역대 만화 중 가장 높은 누적수를 기록하였다. 또한, 만화에서 나온 목욕투의 폭발적인 인기의 힘입어 목욕투 애플리케이션이 출시되었고, 2012년 4월 영화화가 결정되어 2013년에 개봉될 예정이다.

영화화가 결정되었으나, 불발되었다.연출자가 바뀌었다는 이유. 하지만, 제작사 문와쳐 측에서 제작 중단설을 부인.
관계자는 스케줄상의 이유로 당초 연출자에서 다른 감독으로 대체되었고, 케스팅 또한 감독이 재진행 할 것이라고 설명했다.

### 방과후 전쟁활동
2012년에 네이버 웹툰에서 연재하기 시작했다. 2013년 3월 24일에 19금 웹툰으로 전환되었다. 20XX년에 미확인 외계세포 구체들이 출몰해 학생들이 학생예비군이되어 세포들과 싸우는 이야기이다.

### 출동! 히어로 전사
2013년에 네이버 웹툰에서 연재하기 시작했다. 레고 히어로팩토리 브레인어택 브랜드 웹툰

### 고고고
2015년 네이버에서 연재했다.
원효대사 해골물을 찾아 떠나는 이야기

### 스퍼맨
2016년에 네이버웹툰에 연재하기 시작했다.
주인공 '김기두'가 여자친구와 첫날밤을 맞게 된 날, 갑작스레 납치가 되고 자신이 '슈퍼정자'를 가졌다는 이야기를 들으며 이야기가 시작된다.
19금이다.현재 시즌 3까지 연재

### 쿠키의 신
2016년에 네이버 웹툰에서 연재하기 시작했다.
'목욕의 신' 기반 쿠키런 브랜드 웹툰

### 기타
19금 만화책인 ‘코끼리 애교’ 출판에 참여하였다. 또한 ‘히어로 주식회사’, ‘육식공주 예그리나’와 같은 도서의 스토리를 맡기도 했다. 블로그에서 ‘박사박사와 발명의성’과 ‘0.1g’이란 만화를 잠깐 올리기도 하였다. '도밍고씨의 흥하는 흥신소'라는 by series브랜드 웹툰도 연재했었다.

## 수상
2008년 대한민국 만화대상 신인상을 수상하였다.
2012년 부천만화대상 우수이야기만화상을 수상하였다.